# Dotsikó
Dotsikó, en grec moderne : Δοτσικό, est un village et un  ancien dème du district régional de Grevená, en Macédoine-Occidentale, Grèce.
Selon le recensement de 2011, la population de Dotsikó compte 39 habitants.
Sa superficie est de 30,265 km2. Le village est situé à la limite nord-ouest du district régional de Grevená, vers la frontière de celui de Kozáni, sur les pentes orientales du Skoúrtza, un sommet du massif septentrional de Pinde, à 32 km au nord-est de la ville de Grevená.
Le pont de pierre arqué, situé au centre du village, est caractéristique. Il a été utilisé dans la plupart du tournage du film de Theo Angelopoulos, Alexandre le Grand (1980).